# 星に願いを/ハートに火をつけて
「星に願いを/ハートに火をつけて」（ほしにねがいを/ハートにひをつけて）は、日本の歌手長山洋子のアイドル歌手時代にリリースされた11枚目のシングル。初の両A面となっている。発売日は1987年10月9日。

## 解説
- 長山にとって初めての両A面シングルとなった。

- 「星に願いを」はスローバラード、「ハートに火をつけて」はアップテンポな楽曲と、対照的な2曲の組み合わせになっている。

- 「星に願いを」は、1987年10月9日から1989年2月17日までNHK総合・衛星第2で放送されたアニメーション番組『アニメ三銃士』のイメージソングで、本曲は第1話から7話までと第50話に使用された。

- 「ハートに火をつけて」について、長山本人はこのようにコメントしている。

「まだ詩がついてない段階のテープを中原さんに聞かせていただいた瞬間、ビビッと電気が走ったの。だから "絶対カッコ良く歌うぞ"っていう気でスタジオに入りました。オケのスピード感もパワフルなコーラスも好き。夏のコンサートのアンコールで初公開したんだけど、会場のみんなが総立ちで応援してくれたのもうれしかったし、バンドと一緒にぐんぐんノる楽しみも覚えたしね。"長山にまかせて！"っていうキアイが伝わるかな。」―― ベスト・アルバム『New Yoko Times』(ニューヨーコ・タイムス) のライナーノートより。
- 本作もオリコンチャートトップ10入り（10位）を果たした。

## 収録曲
1. 星に願いを
  - 作詞：竹花いち子 / 作曲：羽場仁志 / 編曲：山川恵津子
2. ハートに火をつけて
  - 作詞・作曲：中原めいこ / 編曲：西平彰